# Bombningen av Malmö 1940

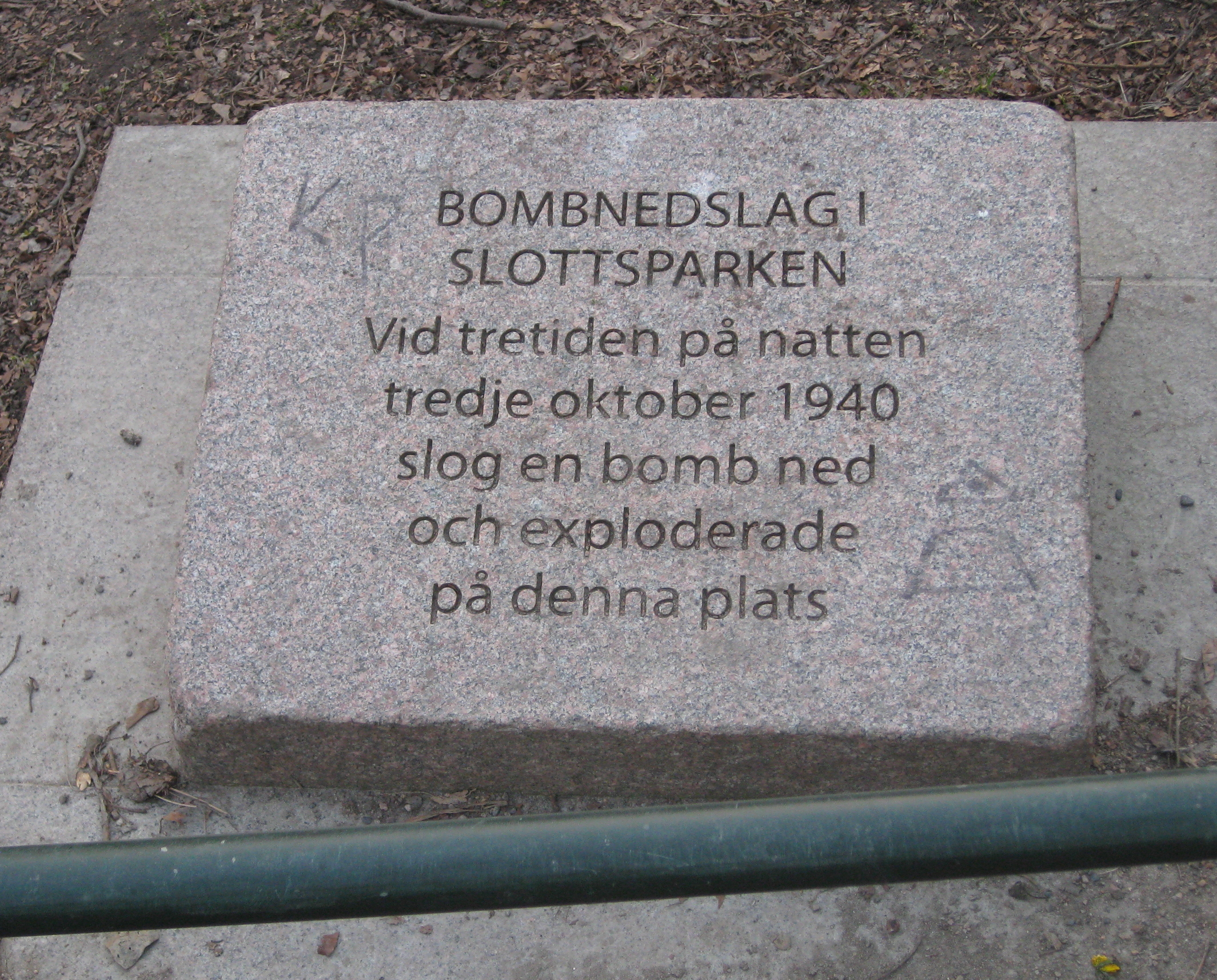
Minnestavlan i Slottsparken.

Bombningen av Malmö skedde 3 oktober 1940 tidigt på morgonen. Tre bomber fälldes i Malmö av ett brittiskt bombflygplan av typen Armstrong Whitworth Whitley. Explosionerna orsakade förhållandevis små skador på närliggande hus.  England sade sig inte ha med saken att göra, men övertygande bevis tvingade så småningom fram ett erkännande. Anfallet uppgavs vara ämnat mot Stettin.
En minnestavla finns i Slottsparken (koordinater: 55°36′03″N 12°59′21″Ö / 55.600735°N 12.989050°Ö).